# Grand-Rosière-Hottomont
Grand-Rosière-Hottomont (en wallon Grand-Rozire) est une section de la commune belge de Ramillies située en Région wallonne dans la province du Brabant wallon.
C'était une commune à part entière avant la fusion des communes de 1977.
L'ancienne commune résulte de la fusion des villages de Grand-Rosière et de Hottomont le 1er mars 1822.

## Démographie
- Sources:INS, Rem:1831 jusqu'en 1970=recensements, 1976= nombre d'habitants au 31 décembre